# Terrone (singolo)
Terrone è il primo singolo del rapper italiano Ensi, pubblicato il 22 dicembre 2009 come unico estratto dal secondo EP Equilibrio.

## Tracce
1. Terrone – 3:31